# Jacaraú
Jacaraú é um município no estado da Paraíba, Brasil, localizado na Região Geográfica Imediata de Mamanguape-Rio Tinto.

## História
A região do atual município de Jacaraú era um ponto de pouso dos tropeiros que transitavam entre Mamanguape na Paraíba, e Nova Cruz no Rio Grande do Norte no século XIX. Além do pouso, a localidade contava com um dos poucos lagos de água potável da região em períodos de estiagem.
Em torna desta pousada, formou-se um núcleo populacional que foi elevado a distrito da cidade de Mamanguape em 1908 com o nome de Jacaraú. Em 1961, o distrito foi desmembrado e elevado a categoria de município.
De fevereiro de 1962 a novembro do mesmo ano, a cidade foi administrada por um interventor indicado pelo então governador  Pedro Gondim. O primeiro prefeito da cidade foi Pedro Régis da Silva.

### Topônimo
Através de relato dos pioneiros de Jacaraú, a denominação da cidade é referente aos jacarés que habitavam o entorno do lago que abastecia de água potável os tropeiros do século XIX.
Certa vez, contam eles, crianças que se banhavam na lagoa foram surpreendidas com um enorme jacaré e teriam exclamado: “olha o jacareú” termo que cunhou a localidade de “Lagoa do Jacaraú” e mais tarde o nome oficial da cidade, Jacaraú.

## Administração
- Prefeito: Márcio Aurélio (2025/2028)
- Vice-Prefeito: João Ribeiro
- Presidente da Câmara: Luiz Valério dos Santos (2021-2022); Sérgio Gomes de Carvalho (2023-2024)

## Geografia
Sua área territorial é de 253 km², ficando a 96 km da capital paraibana, João Pessoa. Sua população, conforme estimativas do IBGE de 2021, era de 14 467 habitantes.